# الهنعة (نجم)
الهنعة أو غاما التوأمان (بالإنجليزية: Gamma Geminorum)‏، كذلك يكتب (γ Gem, γ Geminorum). ثالث ألمع نجم في كوكبة التوأمان. لديه قدر ظاهري واضح 1.9، مما يجعله مرئيا للعين المجردة حتى في المناطق الحضرية. وبناء على قياسات المنظر من القمر الصناعي هيباركوس، يبعد نحو 109 سنة ضوئية (33 فرسخ) من الأرض. نجم الهنعة هو المنزلة الرابعة من منازل فصل الصيف. ويطلع في السادس عشر من الشهر ٧ (يوليو-تموز)

## خصائص
نجم الهنعة تطور وأصبح يستنفذ الهيدروجين في لبه ودخل مرحلة شبه عملاق. الطيف يطابق التصنيف النجمي A0 IV. وبالمقارنة مع الشمس لديه 2.8 مرة كتلتها و 3.3 أمثال نصف قطرها. ويشع حوالي 123 مرة أكثر من لمعان الشمس. الغلاف الخارجي له درجة حرارة فعالة 9260 كلفن. وهذا يعطيه لونا أبيض نموذجي لنجم من الدرجة A.
يعتبر نجم الهنعه نظام ثنائي طيفي مع مدة 12.6 سنة (4,614.51 يوم).

## الثقافة
الهَنْعَةُ في اللغة سمةٌ في منخفَض العنق، يقال: بعير مَهْنوعٌ، وقد هُنِعَ. والهَنَعُ: تضامنٌ في عنق البعير، وهو أن تنحدر قَصَرَتُهُ ويرتفع رأسه ويُشرف حاركه.
ذكر النجم في كثير من أبيات الشعر القديمة.
قال ابن ماجد:
```
وَضِدٌّ لِنَسرٍ وَاقِعٍ هِيَّ هَنعَةٌ 		فَإن تَرَهُ في الشَّرقِ طَالِع تَحَقَّقِ 
   ...
هَنعة الأنعام في أفلاكها 		ذرعت بلدتها في الغَسَقِ 	
نثرةُ الذابحِ للطرفِ رأت 		بلعاً يشكو كمينَ الحُرَق
```

عند الصنيين القدما كان اسمه، 井宿. تنطق (سينغ سو) كذلك الهنعة كان اسم السفينة الهولندية التي أنقذت الكثير من الناس عند غرق السفينة السياحية الإيطالية الاميرة مافالدا Principessa Mafalda، في أكتوبر 1927. بالإضافة إلى ذلك، سميت سفينة الهجوم البري الأمريكية يو اس اس الهنعة USS Alhena AKA-9.